# Powiat Neustettin

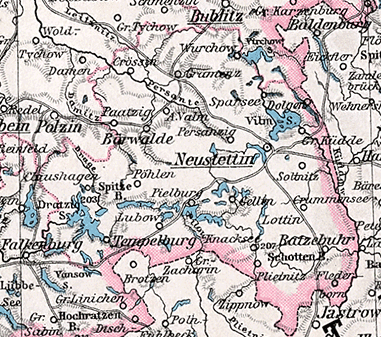
Mapa powiatu Neustettin z 1905 r.

Powiat Neustettin (niem. Landkreis Neustettin, Kreis Neustettin; pol. powiat szczecinecki) – dawny powiat pruski, istniejący od 1816 do 1945. Do 30 września 1938 należał do rejencji koszalińskiej i prowincji Pomorze. Następnego dnia został przyłączony do rejencji pilskiej, zachowując zarazem przynależność do prowincji pomorskiej. Teren dawnego powiatu leży obecnie w Polsce, w województwie zachodniopomorskim.

## Historia
1 października 1932 do powiatu przyłączono gminy Bischofthum, Drensch, Grumsdorf, Kasimirshof, Linow, Sassenburg i Stepen ze zlikwidowanego powiatu Bublitz.
1 października 1938 powiat został przyłączony do rejencji pilskiej.
1 stycznia 1945 do powiatu należały:
- cztery miasta: Barwice (niem. Bärwalde), Szczecinek (niem. Neustettin), Okonek (niem. Ratzebuhr) oraz Czaplinek (niem. Tempelburg)
- 130 innych gmin
- jeden obszar dworski